# دانیل اشتاینینگر
دانیل اشتاینینگر (انگلیسی: Daniel Steininger؛ زادهٔ ۱۳ آوریل ۱۹۹۵) بازیکن فوتبال اهل آلمان است.
از باشگاه‌هایی که در آن بازی کرده‌است می‌توان به باشگاه فوتبال گروتر فورث و باشگاه فوتبال یان رگنسبورگ اشاره کرد.
وی همچنین در تیم ملی فوتبال جوانان آلمان بازی کرده‌است.